# Зан (Иран)
Зан (перс. زان‎) — село на севере Ирана, в остане Тегеран. Входит в состав шахрестана Демавенд. Является частью дехестана (сельского округа) Джемабруд бахша Меркези.

## География
Село находится в восточной части остана, к югу от автодороги 79, на расстоянии приблизительно 16 километров (по прямой) к юго-востоку от города Демавенд, административного центра шахрестана. Абсолютная высота — 1946 метров над уровнем моря.

## Население
По данным переписи 2006 года население села составляло 396 человек (207 мужчин и 189 женщин). В Зане насчитывалось 130 домохозяйств. Уровень грамотности населения составлял 45,5 %. Уровень грамотности среди мужчин составлял 47,8 %, среди женщин — 42,9 %.
В 2016 году в селе имелось 258 домохозяйств и проживало 713 человек (374 мужчины и 339 женщин).
Среди жителей распространён диалект демавенди мазандеранского языка.